# Billy Mays
Darrell William "Billy" Mays, Jr. (McKees Rocks, 20 de julho de 1958 — Tampa, 28 de junho de 2009) foi um apresentador de televendas e ator americano, mais conhecido por promover infomerciais de OxiClean, Orange Glo, e outros produtos para uso doméstico e de limpeza.